# Day-O (Banana Boat Song)
Day-O (Banana Boat Song) è un canto popolare giamaicano, appartenente al genere calypso, e cantato, nella sua più nota esecuzione, da Harry Belafonte.
È una canzone che rappresenta un momento della vita dei lavoratori portuali del turno di notte che, dopo aver caricato la nave bananiera, facendosi ormai giorno, vogliono tornare a casa. Lo scopo della canzone è rinchiuso nella frase "Come, mister tallyman, tally me banana./ Daylight come and we wanna go home". (lett.: Vieni signor contabile, fai il conteggio delle mie banane. /La luce del giorno arriva e noi vogliamo andare a casa). Il debutto televisivo di Belafonte fu con questa canzone nella serie TV Muppet Show.

## Origini
Le origini di Banana Boat Song sono spesso riportate in maniera non corretta. La canzone era originariamente un brano tradizionale giamaicano, i cui autori rimangono sconosciuti. Essa era cantata dai lavoratori dei campi di banane, con la melodia ed il ritornello conosciuti, ma con un testo differente, e probabilmente improvvisato sul posto. La prima versione registrata risale al cantante di Trinidad Edric Connor e la sua band The Caribbeans, che nel 1952 la inserirono, con il titolo Day Dah Light, nell'album Songs from Jamaica. Fu anche registrata da Louise Bennett nel 1954.
Nel 1956, il cantante/compositore Irving Burgie e William Attaway scrissero una nuova versione del testo, che nello stesso anno fu registrata da Harry Belafonte e raggiunse la quinta posizione nella Billboard Hot 100, la prima in Germania per tredici settimane, nei Paesi Bassi per nove settimane e nelle Fiandre in Belgio per tre settimane, risultando il suo maggiore successo. Sempre nel 1956, il cantante folk Bob Gibson, che aveva viaggiato in Giamaica ed aveva sentito la canzone, scrisse la propria versione del brano per il gruppo The Tarriers. Il gruppo registrò la canzone, unendola nel ritornello ad un altro brano tradizionale giamaicano, "Hill and Gully Rider", e la pubblicò ottenendo un buon successo. Nel 1957 questa stessa versione fu registrata anche da Shirley Bassey, ed ebbe un buon successo nel Regno Unito.
Nel 1959 Gino Latilla presenta la versione in napoletano intitolata 'E banane, testo di Carla Boni (Cetra, SP 57).
Una cover live della canzone è inclusa nel doppio album Everybody's in Show-Biz (1972) dei Kinks, il cui frontman Ray Davies è da sempre solito omaggiare il pezzo nei concerti inserendone un accenno da cantare insieme al pubblico come intro del suo famoso brano del 1970 Lola.
Nel 1981 Adriano Celentano ne ripropone un'interpretazione come title track dell'album Deus, ribattezzandola. Nel 1984 Mina ne ha incisa una personale versione, includendola nel volume 1 del doppio disco Catene. Nella tracklist però il brano è accreditato come Banana Boat. The Tarriers, o eventualmente i membri del gruppo (Erik Darling, Bob Carey e Alan Arkin) sono spesso citati come autori del brano, forse perché la loro versione del brano era effettivamente una creazione del tutto originale.

## Riferimenti culturali
Uno degli utilizzi più ricordati del brano è quello nel film Beetlejuice di Tim Burton, in cui i commensali di una tavolata, posseduti dai fantasmi della casa in cui si trovano, improvvisamente cominciano a cantare e ballare il brano. La canzone è stata inoltre utilizzata in Willy, il principe di Bel-Air, Futurama, I Simpson e in molti altri film e telefilm. Ripresa anche dai Pitura Freska con un nuovo testo in Bienal e all'inizio del film di Gabriele Salvatores 1960, viene citata anche nello spettacolo teatrale Amleto² di Filippo Timi. Nel 1958 il Quartetto Cetra ne fece una parodia intitolata Pummarola Boat. Viene inoltre cantata anche da Victor Garber nel ruolo del professor Martin Stein nell'episodio 14 della seconda stagione della serie tv Legends of Tomorrow.